# Hans Geiger (Politiker)
Hans Geiger (* 17. November 1912 in Neckarsulm; † 20. Februar 1986 in Leonberg) war ein deutscher Gewerkschafter und Politiker (SPD).

## Leben und Beruf
Nach dem Besuch der Volksschule absolvierte Geiger eine Motorenschlosserlehre bei den NSU-Werken, die er mit der Gesellenprüfung abschloss. Anschließend arbeitete er in seinem erlernten Beruf, ehe er 1931 arbeitslos wurde. Später erhielt er Beschäftigung bei verschiedenen Autofabriken in Württemberg. Von 1936 bis 1945 war er erneut als Motorenschlosser in der Versuchsabteilung bei den NSU-Werken tätig. 1938 bestand er die Meisterprüfung im Kraftfahrzeughandwerk.
Geiger arbeitete nach dem Zweiten Weltkrieg als Betriebsschlosser in einer Neckarsulmer Jutespinnerei und war dort Betriebsratsvorsitzender. Er wurde 1947 Bevollmächtigter der IG Metall und war in den 1950er-Jahren Geschäftsführer des DGB in Aalen. 1949 war er Mitbegründer und später Aufsichtsratsvorsitzender der Heimstättengenossenschaft Aalen. Von 1960 bis 1972 fungierte er als stellvertretender Vorsitzender des DGB-Landesbezirkes Baden-Württemberg mit Sitz in Stuttgart.

## Politik
Geiger schloss sich 1927 der Sozialistischen Arbeiter-Jugend (SAJ) an und trat 1931 in die SPD ein. Von 1946 bis 1951 war er Gemeinderat in Neckarsulm, danach bis 1960 in Aalen. Von 1950 bis 1952 war er Abgeordneter im Landtag von Württemberg-Baden.
Dem Deutschen Bundestag gehörte er vom 1. Januar 1954, als er für den ausgeschiedenen Abgeordneten Hermann Veit nachrückte, bis 1976 an. Bei den Bundestagswahlen 1957, 1961, 1965 und 1969 war er jeweils über die Landesliste der SPD ins Parlament eingezogen. Bei der Bundestagswahl 1972 gewann er mit 27 Stimmen Vorsprung das Direktmandat im Wahlkreis 169 (Leonberg-Vaihingen).